# 峰高铺站
峰高铺站是一个成渝线上的铁路车站，位于重庆市荣昌区峰高街道，建于1952年，目前为四等站，邮政编码为402461。目前客运：办理旅客乘降；不办理行李、包裹托运；货运：办理整车货物发到；危险货物仅办理农药、化肥发到。